# Джон Голл
Джон Льюїс «Ян» Голл (англ. John Lewis "Jan" Hall; нар. 21 серпня 1934, Денвер, штат Колорадо, США) — американський фізик, лауреат Нобелівської премії з фізики 2005 року «за внесок у розвиток лазерного лазерної прецизійної спектроскопії, зокрема методики частотного гребінця» спільно з Теодором Геншем.

## Біографічні відомості
Пройшов три ступені в Технологічному інституті Карнегі (англ. Carnegie Institute of Technology): бакалавр (1956), магістр (1958) і доктор філософії (1961). Закінчив свої постдокторські дослідження в Національному університеті стандартів і технологій, і потім працював там з 1962 до відставки у 2004 році. Читав лекції в Університеті Колорадо в Боулдері з 1967 року.